# Jens Gaiser
Jens Gaiser (n. 15 august 1978, Baiersbronn, Republica Federală Germania, Germania) este un săritor cu schiurile german, medaliat olimpic. A participat la 2 ediții ale Jocurilor Olimpice (2002, 2006) în care a câștigat o medalie de argint.